# Régeste genevois
Der Régeste genevois ist eine Quellensammlung zur Geschichte der Stadt Genf und des ehemaligen Bistums Genf. Der Band gehört zu den wichtigsten Grundlagen für die ältere Geschichte Genfs und des Genferseegebiets.

## Beschreibung
Das Werk mit dem vollen Titel Régeste Genevois ou répertoire chronologique et analytique des documents imprimés relatifs à l’histoire de la ville et du diocèse de Genève, avant l'année 1312 ist ein Katalog historischer Quellen aus der Spätantike sowie aus dem frühen und dem hohen Mittelalter, die das Genferseegebiet betreffen. Es bildet eine wichtige Grundlage für die ältere Geschichte der heute zur Schweiz und zu Frankreich gehörenden Landschaft zwischen dem Jura und den Savoyer Alpen.
Aufgrund einer Quellensammlung des Genfer Historikers Édouard Mallet (1805–1856) und zahlreicher früher publizierter Urkundenbücher stellten die Juristen Paul-Élisée Lullin (1800–1872) und Charles Le Fort (1821–1888) den Régeste genevois zusammen, der im Verlag der Geschichtsvereinigung Société d’histoire et d’archéologie de Genève im Jahr 1866 herauskam.
Das Werk enthält eine Einleitung, die den Zweck der Dokumentation vorstellt und die Geschichte des Diözesangebiets zusammenfasst, den Quellenkatalog, ein alphabetisches Verzeichnis, bibliographische Angaben zu den ausgewerteten älteren Dokumentensammlungen, Karten sowie genealogische Tabellen und Verzeichnisse zum Haus Savoyen, den Bischöfen von Genf und Adelsgeschlechtern der Region.
Die Sammlung bietet kurze Regesten, Kommentare und auch Textzitate zu 1690 Quellenstücken, die als Inschriften, Urkunden, literarische Texte, administrative Schreiben oder andere Archivquellen überliefert sind. Die Serie beginnt mit antiken Schriftdokumenten wie der Beschreibung von Hannibals Alpenüberquerung aus dem Jahr 218 vor Christus, wo der keltische Stamm der Allobroger erstmals erwähnt ist, und römischen Inschriften. Zahlreiche weitere antike Quellen folgen bis zur ersten Erwähnung eines Bischofs von Genf im Jahr 381 (Régeste genevois, S. 9, Nr. 27). Die frühmittelalterlichen Quellen sind nach den Epochen der fränkischen und burgundischen Königreiche zusammengestellt und die Quellen seit dem Übergang des Königreichs Burgund an das Heilige Römische Reich im Jahr 1032 (Régeste genevois, S. 50, Nr. 183) nach den 15 folgenden Episkopaten bis zu Beginn des 14. Jahrhunderts. Die Regesten enden mit einer Notiz über den Tod des Bischofs Aymon von Quart in Ivrea, in dessen Amtszeit sich die Bürger von Genf als selbständige Körperschaft organisierten.